# Camarenilla
Camarenilla ist eine spanische Gemeinde (municipio) in der Provinz Toledo der Autonomen Region Kastilien-La Mancha. 2024 hatte die Gemeinde 606 Einwohner. Die Gemeindefläche beträgt 24,35 km². 

## Lage
Camarenilla liegt etwa 18 Kilometer nordnordwestlich von Toledo und etwa 70 Kilometer südsüdwestlich von Madrid in einer Höhe von ca. 505 m. Im Gemeindegebiet liegt der Flugplatz Camarenilla.

## Bevölkerungsentwicklung
| Jahr      | 1970 | 1981 | 1991 | 2001 | 2011 | 2021 |
| --------- | ---- | ---- | ---- | ---- | ---- | ---- |
| Einwohner | 579  | 587  | 538  | 533  | 632  | 588  |

## Sehenswürdigkeiten
- Marienkirche (Iglesia de Nuestra Señora del Rosario)
- Rathaus

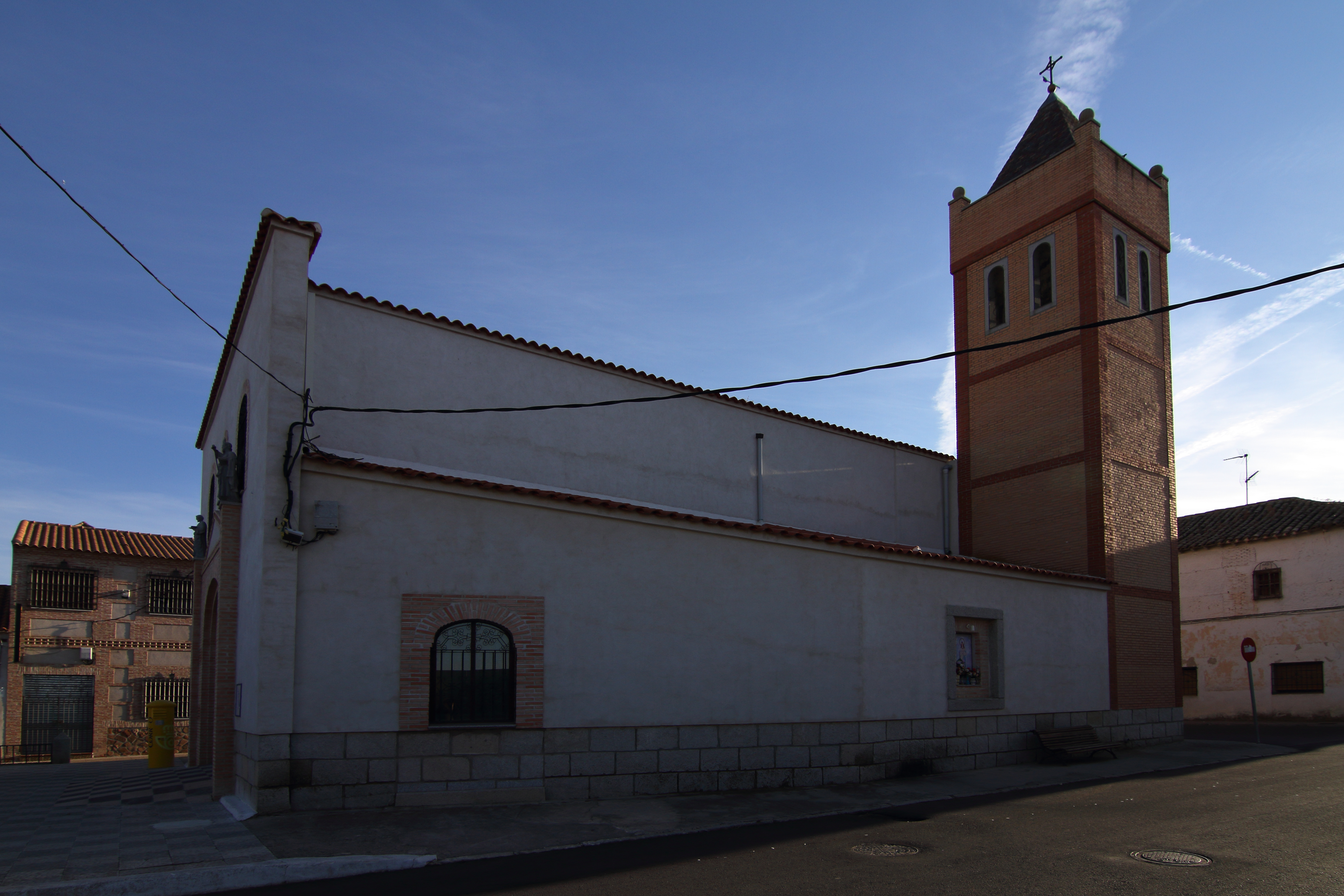
Marienkirche
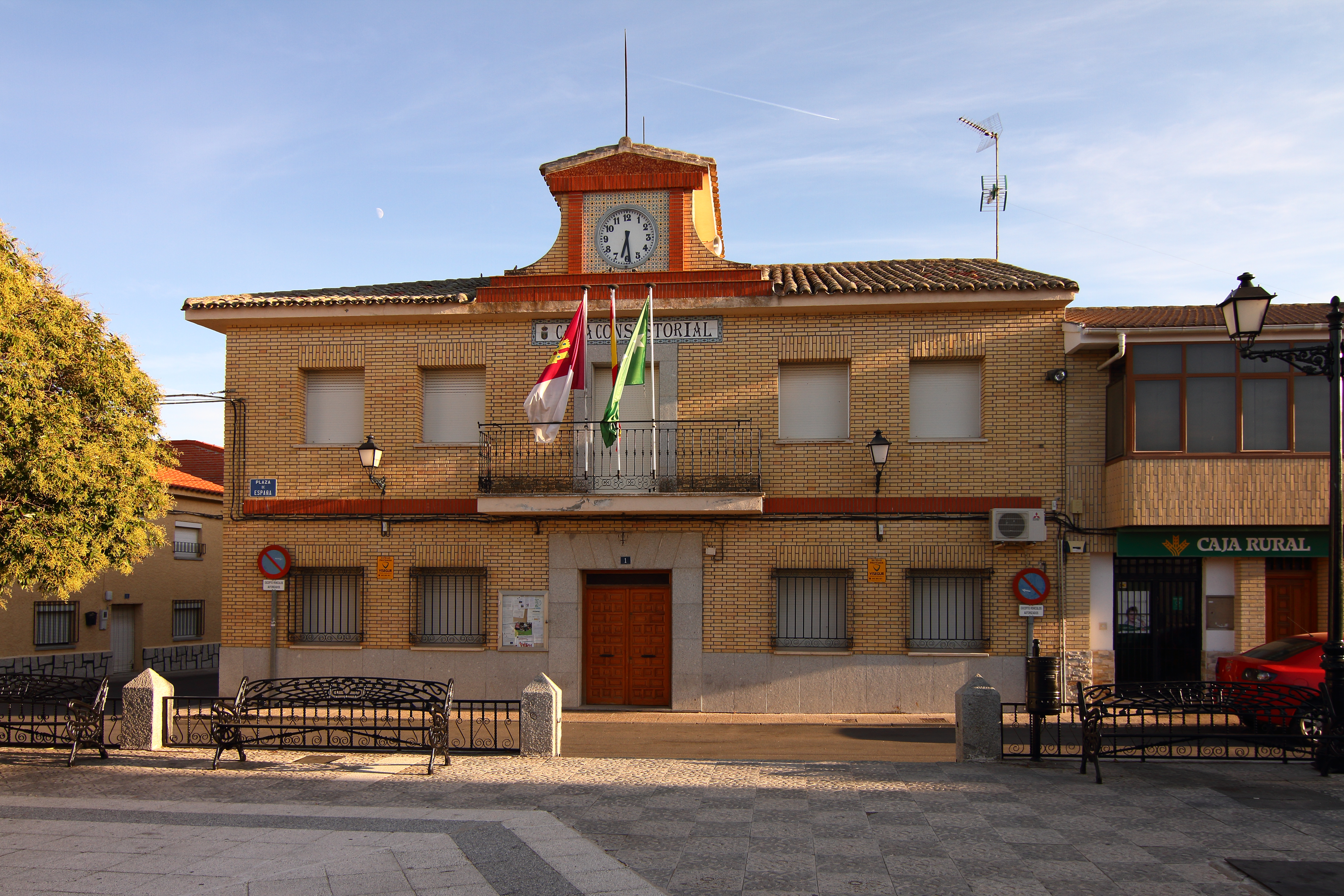
Rathaus